# Smoliny
Smoliny (do 1945 niem. Staffelder Teerofen) – kolonia w Polsce położona w województwie lubuskim, w powiecie gorzowskim, w gminie Lubiszyn. Według danych z 2011 r. liczyła 43 mieszkańców. Początkowo była to smolarnia (XVIII–XIX w.), następnie kolonia wsi Staw. Od 1945 r. leży w granicach Polski.
W latach 1975–1998 miejscowość administracyjnie należała do województwa gorzowskiego.

## Położenie
Zgodnie z podziałem fizycznogeograficznym Polski według Kondrackiego teren, na którym położone są Smoliny należy do prowincji Niziny Środkowoeuropejskiej, podprowincji Pojezierza Południowobałtyckiego, makroregionu Pradolina Toruńsko-Eberswaldzka oraz w końcowej klasyfikacji do mezoregionu Równina Gorzowska.
Miejscowość leży 10 km na południowy wschód od Myśliborza.

## Demografia
Ludność w ostatnich 3 stuleciach:

## Historia
- 1801 – przy wsi Staw wzmiankowana jest smolarnia (niem. Teerofen)[3]
- 1871 – Smoliny (Staffelder Teerofen) wymieniane są jako kolonia wsi Staffelde (Staw)[4]
- 2.02.1945 – zajęcie wsi przez wojska radzieckie 2 Armii 1 Frontu Białoruskiego

## Nazwa
Niemiecka nazwa Staffelder Teerofen pochodzi od Teerofen 'smolarnia' oraz nazwy pobliskiej wsi Staffelde 'Staw'. Nazwa Smoliny została nadana w 1949 r..

## Administracja
Miejscowość należy do sołectwa Smoliny-Podlesie.

## Edukacja i nauka
Uczniowie uczęszczają do szkoły podstawowej w Stawie oraz do gimnazjum w Ściechowie.

## Gospodarka
W 2014 r. liczba zarejestrowanych podmiotów gospodarczych wynosiła 1 (1 osoba fizyczna wykonująca działalność gospodarczą):
| Dział                                      | Ilość |
| ------------------------------------------ | ----- |
| rolnictwo, leśnictwo, łowiectwo i rybactwo | 1     |
| przemysł i budownictwo                     | 0     |
| pozostała działalność                      | 0     |